# Призма Пеллин — Брока

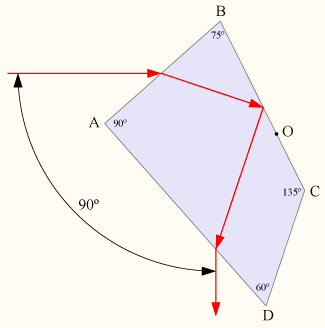
Призма Пеллин — Брока.

Призма Пеллин — Брока (или призма Пеллин — Брока — Аббе) — это разновидность дисперсионной призмы с постоянным отклонением, аналогичная призме Аббе.
Призма названа в честь её изобретателей, французского инженера Ф. Пеллина и профессора физиологической оптики Андре Брока.
Призма состоит из четырёхстороннего стеклянного блока в форме прямоугольной призмы с углами 90 °, 75 °, 135 ° и 60 ° на торцах. Свет входит в призму через грань AB, подвергается полному внутреннему отражению от грани BC и выходит через грань AD. Преломление света при входе и выходе из призмы таково, что одна конкретная длина волны света отклоняется точно на 90 °. Поскольку призма вращается вокруг оси O, линии пересечения биссектрисы BAD и отражающей поверхности BC, выбранная длина волны, которая отклоняется на 90 °, изменяется без изменения геометрии или относительного положения входного и выходного лучей.
Призма обычно используется для отделения одной выбранной длины волны из светового луча, содержащего несколько длин волн, такого как конкретная выходная линия многочастотного лазера, из-за её способности разделять лучи даже после того, как они подверглись нелинейному преобразованию частоты. По этой причине они также широко используются в оптической атомной спектроскопии.